# János Áder
János Áder, madžarski politik in pravnik, * 9. maj 1959, Csorna, Madžarska. 
Med 3. julijem 2002 in 17. majem 2003 je bil predsednik madžarske politične stranke Fidesz. Med letoma 2012 in 2022 je zasedal funkcijo predsednika Republike Madžarske. Poročen je z Anito Herczegh, je oče štirih otrok. 